# 서울어울초등학교
서울어울초등학교는 대한민국 서울특별시 은평구 녹번동에 있는 공립 초등학교이다.

## 연혁
- 2018년 9월 1일 서울어울초등학교 설립인가
- 2018년 9월 1일 서울형 혁신학교 지정
- 2018년 9월 3일 10(1)학급 편성 시업식
- 2019년 3월 4일 16(1)학급 편성 시업식 및 1학년 입학식
- 2019년 3월 7일 병설유치원 3학급 편성 입학식
- 2019년 4월 23일 개교식 및 개원식

## 참고 자료
- 서울어울초등학교 - 한국교육학술정보원 학교알리미